# Richard Gariseb
Richard Gariseb (Okahandja, 3 febbraio 1980) è un ex calciatore namibiano, di ruolo difensore.

## Carriera

### Nazionale
Ha collezionato 46 presenze in nazionale.